# Kunugali, Holalkere
Kunugali là một làng thuộc tehsil Holalkere, huyện Chitradurga, bang Karnataka, Ấn Độ.